# Liste der Baudenkmale in Bothel (Niedersachsen)
In der Liste der Baudenkmale in Bothel sind alle Baudenkmale der niedersächsischen Gemeinde Bothel aufgelistet. Die Quelle der Baudenkmale ist der Denkmalatlas Niedersachsen. Der Stand der Liste ist der 14. Oktober 2020.

## Allgemein
In den Spalten befinden sich folgende Informationen:
- Lage: die Adresse des Baudenkmales und die geographischen Koordinaten. Kartenansicht, um Koordinaten zu setzen. In der Kartenansicht sind Baudenkmale ohne Koordinaten mit einem roten Marker dargestellt und können in der Karte gesetzt werden. Baudenkmale ohne Bild sind mit einem blauen Marker gekennzeichnet, Baudenkmale mit Bild mit einem grünen Marker.
- Bezeichnung: Bezeichnung des Baudenkmales
- Beschreibung: die Beschreibung des Baudenkmales. Unter § 3 Abs. 2 NDSchG werden Einzeldenkmale und unter § 3 Abs. 3 NDSchG Gruppen baulicher Anlagen und deren Bestandteile ausgewiesen.
- ID: die Objekt-ID des Baudenkmales
- Bild: ein Bild des Baudenkmales, ggf. zusätzlich mit einem Link zu weiteren Fotos des Baudenkmals im Medienarchiv Wikimedia Commons. Wenn man auf das Kamerasymbol klickt, können Fotos zu Baudenkmalen aus dieser Liste hochgeladen werden:

## Bothel

### Einzelbaudenkmale
| Lage                                    | Bezeichnung              | Beschreibung | ID       | Bild |
| --------------------------------------- | ------------------------ | --- | -------- | ---- |
| Holderweg 19 53° 4′ 17″ N, 9° 30′ 29″ O | Wohn-/Wirtschaftsgebäude | Das Zweiständer-Hallenhaus wurde im ausgehenden 19. Jahrhundert unter einem Satteldach errichtet                                                                           | 31012815 | BW   |
| Hauptstraße 53° 4′ 20″ N, 9° 30′ 8″ O   | Kriegerdenkmal           | Der 1900 errichtete Sandstein-Obelisk mit mittigem Lorbeerkranz und aufgesetztem Tatzenkreuz erinnert an den Krieg von 1866 und den Deutsch-Französischen Krieg 1870/1871. | 31012795 | BW   |

### Ehemalige Baudenkmale
| Lage                                      | Bezeichnung              | Beschreibung | ID       | Bild |
| ----------------------------------------- | ------------------------ | --- | -------- | ---- |
| Hauptstraße 33 53° 4′ 21″ N, 9° 30′ 11″ O | Wohn-/Wirtschaftsgebäude | Das Fachwerkgebäude wurde im ausgehenden 19. Jahrhundert unter einem Satteldach errichtet. Das Innengerüst wird auf das 16. Jahrhundert datiert. Es wurde wegen der Veränderungen ab 2022 nicht mehr im Denkmalverzeichnis geführt. | 51888624 | BW   |
| Holderweg 1 53° 4′ 26″ N, 9° 30′ 17″ O    | Wohn-/Wirtschaftsgebäude | Das Zweiständer-Hallenhaus wurde 1886 unter einem Halbwalmdach errichtet und erhielt um 1925 einen Anbau. 2020 wurde das Gebäude wegen der Veränderungen aus dem Denkmalverzeichnis gestrichen.                                     | 31012770 | BW   |